# Itabira (tiểu vùng)
Itabira là một tiểu vùng thuộc bang Minas Gerais, Brasil. Tiều vùng này có diện tích 7999 km², dân số năm 2007 là 351007 người.